# Eleição presidencial da Costa do Marfim em 2000
A eleição presidencial marfinense de 2000 ocorreu em 22 de outubro. Robert Guéï, militar que ocupou a presidência do país após a eclosão do golpe de Estado em 1999, candidatou-se ao cargo de forma independente. Todos os principais partidos de oposição ao governo militar interino, à exceção da Frente Popular Marfinense (FPI), foram impedidos de concorrer ao pleito após a Suprema Corte da Costa do Marfim barrar as candidaturas de Emile Constant Bombet e Alassane Ouattara, filiados, respectivamente, ao Partido Democrata da Costa do Marfim (PCDI) e ao Reagrupamento dos Republicanos (RDR).

## Resultados eleitorais
| Candidato                  | Partido                                 | Votos válidos | %     |
| -------------------------- | --------------------------------------- | ------------- | ----- |
| Laurent Gbagbo             | Frente Popular Marfinense               | 1 065 597     | 59.36 |
| Robert Guéï                | Independente                            | 587 267       | 32.72 |
| Francis Wodié              | Partido Marfinense dos Trabalhadores    | 102 253       | 5.70  |
| Théodore Mel               | União dos Democratas da Costa do Marfim | 26 331        | 1.47  |
| Nicolas Dioulo             | Independente                            | 13 558        | 0.75  |
| Total de votos válidos     | Total de votos válidos                  | 1 795 006     | 87.60 |
| Votos em branco/nulos      | Votos em branco/nulos                   | 254 012       | 12.40 |
| Total de votos registrados | Total de votos registrados              | 2 049 018     | 100   |
| Eleitorado apto a votar    | Eleitorado apto a votar                 | 5 475 143     | 37.42 |

## Repercussão pós-pleito
Robert Guéï inicialmente reivindicou a vitória eleitoral logo no 1.º turno. Entretanto, com o avançar da apuração dos votos, a Comissão Eleitoral Independente (IEC) declarou que o candidato oposicionista Laurent Gbagbo havia obtido mais de 59% dos votos válidos, porcentagem suficiente para eleger-se presidente da Costa do Marfim logo no 1.º turno. Diante da insistência de Guéï em não aceitar a derrota eleitoral, uma onda de protestos populares espalhou-se por todo o país, exigindo sua saída do cargo. Pressionados pela opinião pública, Guéï fugiu do país com sua família e Gbagbo assumiu o poder quatro dias depois, em 26 de outubro.